# Апініс Едгар Петрович
Едгар Петрович Апініс (Апін) (5 квітня 1902, місто Рига, тепер Латвія — 30 березня 1957, місто Рига, тепер Латвія) — латвійський радянський державний і комуністичний діяч, 1-й секретар Ризького міського комітету КП Латвії, голова Ризького міськвиконкому, голова Верховної ради Латвійської РСР. Депутат Верховної Ради Латвійської РСР. Член ЦК Комуністичної партії Латвії.

## Життєпис
Народився в родині робітника-металіста. У 1915 році закінчив початкову школу.
З 1915 року — учень слюсаря та слюсар автозаводу в місті Рибінську Ярославської губернії. У 1918 році вступив до комсомолу, працював секретарем комітету комуністичної спілки молоді міста Рибінська.
Член РКП(б) з 1919 року.
У жовтні 1919 року добровільно вступив до Червоної армії, учасник громадянської війни в Росії. До травня 1926 року — політпрацівник та командир у Червоній армії. Воював на Південному і Південно-Західному фронтах, з 1923 по 1926 рік — учасник боїв з басмачами в Туркестані.
З 1926 року — на партійній та господарській роботі.
У 1931—1933 роках — студент Ленінградського інституту сталі. Продовжив навчання в Промисловій академії.
Потім — на партійній та профспілковій роботі в Сталінградській області.
З січня по липень 1941 року — секретар Валкського повітового комітету КП(б) Латвії.
У 1941—1945 роках — політпрацівник у Червоній армії на Південному (з серпня 1941 по лютий 1942 року) та Північно-Західному фронтах (з листопада 1942 по липень 1943). З червня 1944 року служив помічником начальника 1-го відділення штабу 43-ї гвардійської латиської стрілецької дивізії 22-ї армії 2-го Прибалтійського фронту, був на політичній роботі в 125-му гвардійському стрілецькому полку 43-ї гвардійської латиської стрілецької дивізії. Учасник німецько-радянської війни.
У 1945—1951 роках — секретар Ризького міського комітету КП(б) Латвії.
У серпні 1951 — 1952 року — голова виконавчого комітету Ризької міської ради депутатів трудящих.
У 1952—1956 роках — 1-й секретар Ризького міського комітету КП Латвії.
У 1955 — 30 березня 1957 року — голова Верховної ради Латвійської РСР.
Помер 30 березня 1957 року після важкої тривалої хвороби в місті Ризі. Похований 3 квітня 1957 року на цвинтарі Райніса у Ризі.

## Звання
- майор

## Нагороди
- орден Червоного Прапора (12.09.1944)
- орден Трудового Червоного Прапора
- два ордени Червоної Зірки (1944, 17.10.1944)
- медаль «За доблесну працю у Великій Вітчизняній війні 1941—1945 рр.» (1945)
- медалі